# Gobiraptor
Gobiraptor – rodzaj wymarłego dinozaura, teropoda z rodziny owiraptorów. Do rodzaju Gobiraptor zalicza się tylko jeden  gatunek: Gobiraptor minutus. Jego pozostałości znaleziono na mongolskiej pustyni Gobi, pośród skał formacji Nemegt, datowanej na kredę późną. Nazwa rodzajowa odwołuje się do pustyni Gobi, gdzie znaleziono szczątki. Jako że raptor to łacińskie słowo na określenie zlodzieja, nazwę rodzajową przełumaczyć można jako rabuś z Gobi. Epitet gatunkowy minutus odnosi się do niewielkich rozmiarów znalezionego okazu. Budowa kości udowej (przeprowadzono badanie histologiczne 2 wycinków) wskazuje, że pojedynczy znaleziony i wskazany za holotypowy szkielet (MPC-D 102/111) jest pozostałością młodego osobnika. Charakterystyczne cechy, na podstawie których wyodrębniono nowy rodzaj, dotyczą głównie żuchwy, w tym jej spojenia, jak i półek kostnych i otworów kości zębowej. Autorzy opisu rodzaju przywiązują do tych cech dużą wagę. Dostrzegają w nich dowód bardziej wyspecjalizowanej diety zwierzęcia, składającej się zapewne z twardego pokarmu, być może chodzi o małże. Przeprowadzili oni również analizę filogenetyczną, która pozwoliła uznać Gobiraptor za zaawansowanego ewolucyjnie przedstawiciela Oviraptoridae. Lee i współpracownicy (2019) nie widzieli w nim jednak bliskiego krewnego innych członków tej rodziny znanych z formacji Nemegt, uznając go za bliższego raczej owiraptorydom z Ganzhou. 